# Stazione di Berlino-Hermsdorf
La stazione di Berlino-Hermsdorf (in tedesco Berlin-Hermsdorf) è una stazione ferroviaria di Berlino, sita nel quartiere omonimo. È posta sotto tutela monumentale (Denkmalschutz).

## Movimento
La stazione è servita dalla linea S 1 della S-Bahn.

## Interscambi
- Fermata autobus